# Doña Juana
Doña Juana je v současnosti neaktivní stratovulkán, nacházející se v jižní Kolumbii. Jeho vrchol je tvořen dvěma kalderami a okolí vrcholu poseté více lávovými dómy postkalderového stadia. Starší kaldera vznikla během středního holocénu a její vznik doprovázely mohutné pyroklastické proudy. Mladší kaldera je místem poslední aktivity sopky. Erupce v letech 1897-1906 způsobily vyzvednutí lávového domu v kaldeře, jako doprovodné jevy se projevila řada objemných pyroklastických proudů.